# Зази в метрото (филм)
Тази страница се отнася за филма от 1960 г. За романа на Реймон Кьоно вижте Зази в метрото.
„Зази в метрото“ (на френски: Zazie dans le metro) е комедия от 1960 г., направена по адаптация на едноименния роман на Реймон Кьоно. Филмът е продуциран и режисиран от известния френски режисьор Луи Мал.

## Сюжет
Внимание:  Текстът по-долу разкрива сюжета на произведението (или части от него)!
Зази е момиченце от провинцията, доведено в Париж от майка му, която иска да прекара два дни с новия си любовник. Зази е поверена на грижите на своя вуйчо Габриел, който нощем работи в заведение като танцува в женски дрехи. Голямата мечта на Зази е да види метрото, но има стачка. Безцеремонна, устата и провокативна не за годините си, тя бързо успява да се измъкне от опеката на своя вуйчо, за да изследва сама големия град.

## В ролите
| Изпълнител       | Роля                 |
| ---------------- | -------------------- |
| Катрин Дьомонжо  | Зази                 |
| Филип Ноаре      | вуйчо Габриел        |
| Юбер Дешам       | Тюрандо              |
| Карла Марлиер    | леля Албертин/Алберт |
| Ани Фрателини    | Мадо                 |
| Виторио Каприоли | Трускайон            |
| Жак Дюфильо      | Гриду                |
| Ивон Клеш        | Мадам Муак           |
| Одет Пике        | майката на Зази      |
| Никола Батай     | Фьодор Баланович     |
| Антоан Робло     | Шарл                 |